# Евангелическая православная церковь
Евангели́ческая правосла́вная це́рковь (англ. Evangelical Orthodox Church) — небольшая христианская синкретическая деноминация, созданная в 1979 году бывшими лидерами Кампусского крестового похода за Христа, которые, реагируя на свободное «Движение людей Иисуса», разработали собственный синтез принципов евангеликализма, православия и пастырского движения.

## История
Миссионер «кампусского крестового похода» Питер Гиллквист, который основал в 1973 году сеть домашних церквей на всей территории США, стремясь восстановить первозданную форму христианства. Питер Гиллквист, Джек Спаркс, Джон Браун и Дж. Р. Баллью стояли в кругу и рукоположили друг друга, создавая сообщество, названное Апостольским орденом Нового Завета (англ. New Covenant Apostolic Order).
Изучая историческую основу христианской веры, Гилликвист и его коллеги нашли источники для этого восстановления в трудах ранних отцов Церкви. Это заставило группу практиковать более литургическую форму богослужений, чем в их предыдущем евангелической среде. В 1977 году состоялся первый их контакт с православной церковью был начат через православного семинариста и бывшего члена христианского фронта освобождения мира Карла Джона Бартке, который представил их протопресвитру Александру Шмеману, декан Свято-Владимирской духовной семинарии.
В 1979 году была организована Евангелическая православная церковь. Некоторые из числа духовенства и общин Апостольским орденом Нового Завета вышли из него до того, как он превратился в Евангелическую православную церковь, включая те общины, которые в настоящее время составляют Альянс за возрождение церквей (англ. Alliance for Renewal Churches), и бывшего «апостола» Элберт Юджена Сприггса, который основал «Общины Двенадцати племён».
Убеждённость в необходимость апостольского преемства привела к тому, что большинство членов Евангелической православной церкви присоединились в 1987 году к Антиохийской православной архиепископии Северной Америки после первого сравнения Епископальной церкви, Римско-католической церкви, Греческой архиепископии Северной Америки, Православной церкви в Америке и Мелькитской архиепископии. Представители Евангелической православной церкви сначала отправились в Стамбул, чтобы встретиться с Константинопольским патриархом, но не смог добиться существенного прогресса в достижении своей цели. Затем они воссоединились со старым другом, священником Джоном Бартке, который помог им встретиться с Патриархом Антиохийским Игнатием IV во время его исторического визита в Лос-Анджелес. Затем Бартке ещё год в качестве основного посредника с Антиохийской Православной Архиепископией и провёл присоединение к православию первой группы из Евангелической православной церкви через миропомазание в храме святого Михаила в Ван-Нуисе, штат Калифорния. Группа из 20 перешедщих в православие приходов стала известна как Антиохийская евангелическая православная миссия (англ. Antiochian Evangelical Orthodox Mission), в которой впоследствии выступила с заявлением митрополиту Филиппу (Салибе), в котором говорилось, что они знают, что такое Православие. Эта группа возглавлялась фактическим лидером Я. Б. Бальлью, который окружил себя харизматичными людьми, такими как Гиллквист. В 1995 году Антиохийская евангелическая православная миссия была распущена, а входившие в неё приходы стали подчиняться тем епархия Антиохийской архиепископии, на территории которых они располагались.
Некоторые приходы, которые не присоединились к Антиохийской архиепископии, в конечном итоге присоединились к Православной Церкви в Америке, а некоторые остаются независимыми и по-прежнему используют имя Евангелическая православная церковь. За пределами продолжающегося EOC есть другие независимые духовенства и общины, имеющие происхождение в ЕПЦ, в первую очередь «Братство Святой Троицы» (англ. Holy Trinity Fellowship) в Форт-Коллинзе, штат Колорадо, во главе с бывшим священником ЕПЦ Джорданом Баджисом.